# Molecular Combing
Molecular Combing (engl., synonym chromosome combing, zu deutsch etwa ‚molekulares Kämmen‘) ist eine biochemische und biophysikalische Methode zur Ausrichtung und Dehnung von Polymeren wie chromosomale DNA.

## Prinzip
Die chromosomale DNA wird an einer Oberfläche befestigt, z. B. durch Hybridisierung an befestigte Oligonukleotide oder durch kovalente Bindung an eine silanisierte Oberfläche, z. B. ein Deckglas. Durch Absenken eines Meniskus bei einer Geschwindigkeit von etwa 300 μm/s wird die DNA ausgerichtet. Die DNA verbleibt bevorzugt in der flüssigen Phase. Die Zugkräfte des sinkenden Meniskus sind geringer als die Kräfte der Hybridisierung, weshalb die DNA an der Oberfläche gebunden bleibt und ausgerichtet und gedehnt wird. Dabei wird die DNA auf etwa 2 kb/μm gedehnt (150 % der Konturlänge eines random coil, aufgrund einer Kraft von 65 pN), wodurch sich in folgenden mikroskopischen Betrachtungen eine verbesserte Auflösung ergibt.
Das molecular combing wird unter anderem bei der Fluoreszenz-in-situ-Hybridisierung (FISH) verwendet. Durch molekulares Kämmen ergibt sich in der FISH eine Auflösung von 300 bp.

## Anwendungen
Aufgrund der verbesserten Auflösung kann per FISH z. B. die Geschwindigkeit der Replikationsgabel beim Einbau von BrdU gemessen werden, die Länge von DNA exakter bestimmt werden oder instabile Chromosomen (z. B. bei Krebs) untersucht werden.